# Syed Mir Qasim
Syed Mir Qasim (ur. w sierpniu 1921, zm. 13 grudnia 2004) – indyjski polityk, były szef rządu stanowego Kaszmiru.

## życiorys
Studiował na Uniwersytecie Muzułmańskim w Aligarh. Na studiach zaangażował się w działalność polityczną i jako członek opozycji przeciwko rządom autokratycznym w Kaszmirze trafił na krótko do więzienia w 1946. W 1951 został deputowanym do Zgromadzenia Konstytucyjnego Stanu Dżammu i Kaszmir, kierował sekretariatem izby parlamentarnej. Od 1953 był ministrem ds. dochodów w rządzie stanowym. W 1957 wstąpił do Narodowej Konferencji Demokratycznej, kierowanej przez Ghulama Sadiqa, z którym blisko współpracował, także po objęciu przez Sadiqa funkcji szefa rządu stanowego w 1964. W 1965 występował jako zastępca stałego przedstawiciela Indii w ONZ.
W latach 1965–1969 i od 1970 kierował władzami regionalnymi Indyjskiego Kongresu Narodowego. Po śmierci Sadiqa 12 grudnia 1971 objął stanowisko premiera rządu stanowego Dżammu i Kaszmir. W lutym 1975 został zastąpiony przez szejka Mohammada Abdullaha, który zawarł porozumienie w sprawie władzy w Kaszmirze z premier Indii Indirą Gandhi.
Od czerwca 1976 przez rok pełnił funkcję ministra kredytów państwowych w rządzie centralnym Indii. W latach 1975–1978 zasiadał w parlamencie centralnym (Raja Sabha), do 1983 pozostawał także w składzie centralnych władz Indyjskiego Kongresu Narodowego.